# Ramat Yishai
Ramat Yishai (in ebraico רָמַת יִשַּׁי‎?, letteralmente "alture di Iesse", in arabo رمات يشاي‎?) è una città nel distretto Settentrionale di Israele, situata sul lato della strada Haifa-Nazareth a circa 4 chilometri a est di Kiryat Tivon. In precedenza era chiamata Jaida ed era abitata dagli arabi. Ha raggiunto lo status di consiglio locale nel 1958. Nel 2017 aveva una popolazione di 7 697 abitanti; la stragrande maggioranza dei residenti è ebrea.